# 酒井加積
酒井かづみ（日语：／ Sakai Kazumi，1983年9月19日—），群马县出身，日本女子田径运动员。她曾代表日本参加2000年夏季残疾人奥林匹克运动会田径比赛，获得女子跳高F20级银牌。